# Lily Boeykens
Lily Boeykens, född 1930, död 2005, var en nederländsk feminist. Hon betraktas som en förgrundsfigur inom andra vågens feminism i Nederländerna. 
Hon var ordförande för International Council of Women 1988–1994. 